# Surowica (Basses-Carpates)
Pour les articles homonymes, voir Surowica.
Surowica est une localité polonaise de la gmina de Komańcza, située dans le powiat de Sanok en voïvodie des Basses-Carpates.